# Nilo Romero
Nilo Romero Filho (Rio de Janeiro, 1 de agosto de 1960) é um baixista, compositor e produtor musical brasileiro.

## Biografia
Começou sua trajetória profissional em 1982, e ao longo de sua carreira atuou em shows e gravações com diversos artistas, como Ritchie, Cazuza, Kid Abelha, Leo Jaime, Marina Lima, Paulinho Moska, Paulo Ricardo, Cris Braun, Grupo Novo Rock e Ana Carolina. Como produtor musical, foi responsável por discos de Cazuza, Kid Abelha, Leo Jaime, Marina Lima, Paulinho Moska, Paulo Ricardo, Asa de Águia, Engenheiros do Hawaii, Cris Braun e Ana Carolina. Compôs para Cazuza, Gal Costa, Kid Abelha e Paulinho Moska.
Romero que dividiu a produção do álbum Ideologia com Cazuza e Ezequiel Neves.
Nilo Romero foi o último a dirigir o cantor Cazuza no palco e foi o diretor musical do tributo ao cantor em janeiro de 2013.

## Obras
- A seta e o alvo (com Paulinho Moska)[5]
- Andróide sem par (com Cazuza e George Israel)
- Blues do ano 2000 (com Cazuza e George Israel)
- Brasil (com Cazuza e George Israel)[6]
- Paixão e medo (com Paulinho Moska)
- Solidão que nada (com Cazuza e George Israel)
- Eu agradeço (com Cazuza e George Israel)[6]